# Neville Velerit
Neville Velerit (angleško Neville Longbottom) je izmišljena oseba iz romanov o Harryju Potterju angleške pisateljice J. K. Rowling. Je britanski čistokrvni čarovnik, rojen 30. julija 1980.

## Zgodnje življenje
Neville je edinec Franka in Alice Velerit. Njegova starša sta bila spoštovana aurorja in člana Feniksovega reda, dokler nista bila žrtvi mučenja Krasotilye L'Ohol in treh drugih Jedcev smrti, ki so ju popolnoma psihično uničili. Neville je bil star samo šestnajst mesecev. Sedaj sta Frank in Alice v čarovniški bolnišnici Svetega Munga, Nevilla pa je vzgojila njegova babica, Augusta Velerit, pri kateri je preživel večino otroštva.

## Šolanje na Bradavičarki

### Prvo leto
Neville se je na Bradavičarki začel šolati 1. septembra 1991. 
Bil je razvrščen v Gryfondom, vendar si je želel priti v Pihpuff, saj ga je Gryfondomov sloves o pogumu kar precej strašil. Ko je Klobuk Izbiruh zakričal, da je Neville razvrščen v Gryfondom, je bil ta zelo živčen. 
Večino njegovega prvega leta so predstavljale nezgode. Pri pouku Čarobnih napojev je nekomu stopil kotel, zlomil si je zapestje, ko je padel z metle in še marsikaj. Velikokrat so se iz njega sošolci norčevali in mu nagajali, še posebej Draco Malfoy.
Ko je Neville dal Harryju čokoladno žabo, v kateri je bila Dumbledorjeva kartica, je s tem triotu pomagal ugotoviti, kdo je Nicolas Flamel.
Tisto noč, ko so Harry, Hermonia in Ron hoteli pobegniti in rešiti Kamen modrosti, jih je Neville hotel zaustaviti, da ne bi kršili pravil, a mu je Hermonia s kamnitis totalis urokom to preprečila. Za to je dobil 10 točk za Gryfondom, kar je povzročilo, da je Gryfondon zmagal.

### Drugo leto
Neville se je bal, da bo zaradi njegovih slabših čarovniških lastnosti on naslednji napaden. Vendar so ostali učenci menili, da mu ne bo hudega, saj je čistokrven.

### Tretje leto
Še vedno se mu dogajajo številne nezgode. Razbije nekaj čajnih kozarcev, napoj, ki ga pripravi dobi oranžno barvo namesto zelene.
Med Obrambo pred mračnimi silami je povedal, da se najbolj boji profesorja Rawsa, kar se je vsem zdelo zabavno. Raws se je pogosto norčeval iz njegovih čarovniških sposobnosti.
Ker je pogosto pozabljal geslo skupne sobe Gryfondoma, si ga je zapisal na listek, listek pa je izgubil in prišel v roke Siriusa Blacka, tako da mu je uspelo priti Gryfondomski stolp. Za to je Nevilla profesorica McHudurra kaznovala in prepovedala, da bi mu kdorkoli povedal novo geslo.

### Četrto leto
S profesorjem Alastorejm Nerggo (Bartyjem Crouchem Jr. ) je po pouku šel na čaj, ker mu je znal povedati o kletvi, s katero sta bila mučena njegova starša in je profesor videl kako mu je nelagodno. Nevillu je dal kar nekaj knjig o Rastlinostlovlju, ki so mu bile zelo všeč.
Na ples je šel z Ginny Weasley, preden je povabil njo, pa je vprašal tudi Hermonio, ki ga je zavrnila, ker je že imela partnerja.

### Peto leto
Neville je bil eden prvih, ki se je pridružil Dumbledorjevi armadi.
V tem letu so njegovi prijatelji Ron, Hermonia in Ginny izvedeli, da njegova starša nista bila mrtva in kaj se jima je zgodilo. Harry je to že vedel, vendar je držal njegovo skrivnost.
Ko se je deset Jedcev smrti rešilo iz čarovniškega zapora Azkabana, so bili med njimi tudi tisti trije, ki so mučili njegovega očeta in mamo.
Neville je s Harryjem, Ronom, Hermonio, Ginny in Luno šel na Ministrstvo za čaranje, da bi rešili Siriusa pred Mrlakensteinom, kar je videl Harry v viziji. Vendar pa je bila to le ukana, s katero so spravili Harryja k prerokbi, ki jo je lahko prebral samo tisti, o katerem je ta govorila. Na ministrstvu so jih pričakali Jedci smrti. Neville takrat sreča Krasotilyjo L'Ohol, ki ga začne mučiti, kakor je njegova starša, vendar kljub temu vztraja naj Harry ne preda prerokbe. Ko prispejo člani Feniksovega reda, Harry Nevillu reče naj pobegne, vendar on to zavrne in se bori naprej. Med bitko mu po pomoti pade prerokba in se raztrešči. 
Vsebino prerokbe Harry izve od Dumbledorja. Ker sta se Harry in Neville rodila zelo blizu v juliju in ker sta se starša od obeh že večkrat spopadla z Mrlakensteinom, bi to pomenilo, da bi prerokba lahko govorila tudi o Nevillu, ampak je Dumbledore menil, da govori o Harryju, saj sta s tem, ko je Harryja Mrlakenstein napadel, postala enakovredna čarovnika.

### Šesto leto
Pri Mali maturi je je dosegel Izjemno pri Rastlinoslovju, Preseglo pričakovanja pri Urokih, Sprejemljivo pri Obrambi pred mračnimi silami, Sprejemljivo pri Spreminjanju oblike. Ocena pri Spreminjanju oblike ni zadoščala standardu znanja v naslednjem letu, zato je ga je profesorica McHudurra vzpodbudila, da naj nadaljuje z Uroki, čeprav tega njegova babica ni hotela.
Neville ni nikoli bil sprejet v Hudlagodov Hud klub.

### Sedmo leto
Skupaj z Luno in Ginny se je Neville to leto že spet vrnil na Bradavičarko. Skupaj so ponovno začeli z Dumledorjevo armado. Z njo so ščitili učence pred nasiljem Jedcev smrti. Ko je eden izmed njiju razkril Nevillovo vlogo v uporu, je bil ta deležen veliko pretepanja in mučenja. Zaradi Nevillovega sodelovanja pri Dumbeldorjevi armadi je ministrstvo hotelo zaseči njegovo babico, vendar jim je ta prej zbežala. Ko so razglasili, da je on vodja upora, se je skril v dvorani KŽTD (kar želite to dobite) in je prek Aberforthove Dumbedorjeve slike dobival hrano. 

### Bitka za bradavičarko
Na šolo je poklical ostale člane Dumbledorjeve armade, da bi se borili.
Harry mu je povedal, da je najpomembnejše, da ubije Nagini. Ko so prinesli "mrtvega" Harryja, je Neville imel pri sebi Klobuk Izbiruh in je zaradi poguma, ki ga je izkazal ma bojišču, iz njega potegnil meč Godrica Gryfondoma in z njim ubil Nagini, zadnji Skrižven Mrlakensteina.
Bil je priča Mrlakensteinovemu porazu, v katerem je imel veliko vlogo in preživel Drugo čarovniško vojno.

## Kariera na Bradavičarki
Zaposlil se je na Bradavičarki in učil Rastlinoslovje.
Njegovi učenci so bili vedno zelo navdušeni in presenečeni, ko jim je pokazal kovanec Dumbledorjeve armade, ki so ga vsi člani nosili pri sebi.

## Izgled in karakter
Zelo spominja na svojo mamo. Ima okrogel obraz, je nizek, debelušen in ima svetle lase. Ko je bil mlajši, je bil sramežljiv, pozabljiv, neroden in veliko učencev je menilo, da je preplah za Gryfondom. S podporo svojih prijateljev je postal vedno bolj pogumen, odločen in pripravljen se boriti z Mrlakensteinom.  